# Ett tyst barn
Ett tyst barn är en svensk kortfilm från 2010 i regi av Jesper Klevenås.
Klevenås skrev också manus och var även producent tillsammans med Hend Aroal. Fotograf var Gustav Danielsson.
Filmen har visats i Sveriges Television och på Filmfestivalen i Cannes.

## Handling
Filmen handlar om ett barn som inte skriker eller gråter och vilka konsekvenser det får.

## Rollista
- Tuva Novotny - mamman
- Sverrir Gudnason - pappan
- Sisi Sverrirsdóttir Uggla - dottern
- Casandra Cornelio	- barnskötaren
- Beatrice Järås - farmodern
- Malin Arvidsson - läkaren
- Frida Beckman - sjuksköterskan

### Fotnoter
1. 1 2 3 4  ”Ett tyst barn”. Svensk Filmdatabas. http://www.sfi.se/sv/svensk-filmdatabas/Item/?itemid=68775&type=MOVIE&iv=Basic. Läst 23 augusti 2012.